# Musée des pays de la Bible
Le musée des pays de la Bible est un musée archéologique de Jérusalem en Israël. Son objectif est d'explorer la culture des peuples mentionnés dans la Bible, dont les anciens Égyptiens, Cananéens, Philistins, Araméens, Hittites, Élamites, Phéniciens et Perses, pour les replacer dans leur contexte historique.
Il est situé sur la colline de Guivat Ram, entre le musée d'Israël, le Campus national pour l'archéologie d'Israël, et le musée Bloomfield des sciences.

## Histoire
Le musée a été fondé en 1992 par Elie Borowski pour abriter sa collection personnelle.